# Schrotkugelturm
 (novembre 2021).
La Schrotkugelturm est une tour située à Berlin, en Allemagne, et le symbole du quartier de Berlin-Victoriastadt (de). C'était à l'origine une tour à plomb : on y a fabriqué de la grenaille de plomb (Schrotkugel) jusqu'en 1939.

## Histoire
En 1908, la Fonderie de plomb et Usine de machines Juhl & Söhne, propriétaire d'un terrain situé au n° 15 & 16 Nöldnerstraße (anciennement Prinz-Albert-Straße), fait construire une tour en briques rectangulaire de 38 mètres de haut dans le cadre de l'extension de l'usine. Accolée au bâtiment principal de la société, la tour s'élève de 18 mètres au-dessus du toit. La plate-forme de travail à l'étage supérieur est accessible par un escalier de 197 marches.
Sa façade est inspirée des maisons-tours médiévales de Toscane.
Sous le régime de la RDA, la tour appartenait à la fonderie d'Etat VEB Druckguß und Formbau. Jusqu'à la chute du mur de Berlin, des élèves assemblaient en atelier des compteurs de vélo dans le cadre de l'apprentissage du « travail productif. »
La maison et la tour sont des monuments historiques protégés. Très abimée, la tour est restaurée de 1998 à 2000. Elle est la seule de ce genre dans la région de Berlin et de Brandebourg.
La tour peut être visitée lors de la nuit européenne des musées et de la Journée allemande du patrimoine.

## Processus de production de grenaille
Pour produire de la grenaille, le plomb était chauffé au dernier étage de la tour jusqu'à ce qu'il devienne liquide, puis versé dans un tuyau de descente. En chute libre, les gouttelettes de plomb forment des sphères et, perdant de la chaleur, se solidifient. Le procédé a l'avantage d'éviter la formation d'une jointure à la surface de la sphère, comme c'est le cas avec les plombs coulés dans un moule, qui doivent être limés avant d'être utilisés. Elles sont ensuite immergés dans l'eau du puisard et refroidies.
Les fenêtres de la tour n'étaient jamais vitrées, mais des lattes de bois perméables à l'air permettaient à l'air chauffé et à la vapeur d'eau de monter et de s'échapper afin d'obtenir de bonnes conditions de refroidissement pour les billes de plomb. À la fin du processus, les billes sont retirées du bassin de refroidissement, séchées et triées.

## Sources
- Siegfried Zucker, Der Schrotkugelturm in Rummelsburg. In: Berlinische Monatsschrift 3/1994 beim Luisenstädtischen Bildungsverein, pp. 66–67.
- Winfried Löschburg, Überbleibsel der Rummelsburg? – ein technisches Denkmal in der Nöldnerstraße. In: Berliner Zeitung, 20 mars 1984.
- Volkmar Draeger, Herausragender Zeuge der Victoriastadt. In: Neues Deutschland, 24 octobre 2005
- Claudia Fuchs, Den Schrotkugelturm darf keiner betreten. In: Berliner Zeitung, 10 décembre 1998